# Limba macedoneană
Limba macedoneană (македонски) este o limbă indo-europeană, membră a grupului sudic al limbilor slave, înrudită îndeaproape cu limba bulgară. Macedoneana este răspândită mai ales în Macedonia de Nord. Mai este vorbită în Canada, Grecia, Albania, Serbia, Australia și SUA, având un număr total de vorbitori estimat la 2 milioane. Limba macedoneană folosește alfabetul chirilic.
Din punct de vedere lingvistic (gramatică, lexic), macedoneana este o normă literară a limbii bulgare provenită din standardizarea dialectelor locale ale limbii bulgare în 1945.  Din punctul de vedere politic al Macedoniei de Nord, limba macedoneană este o limbă de sine stătătoare. Aceste diferențe de opinie au apărut ca urmare a apartenenței între 1944-1991 a teritoriului actual al Macedoniei de Nord la R.S.F. Iugoslavia și a ideologiei promovate de guvernul iugoslav de la Belgrad.  Diferențele dintre bulgara literară și macedoneana constau în faptul că la baza limbii literare bulgare stau dialectele bulgare estice (din zona Mării Negre). Graiurile și dialectele vorbite de populația din vestul Bulgariei (inclusiv din Sofia, capitala țării) sunt mai aproapiate de limba macedoneană (dialectul macedonean) decât de bulgara literară. Vorbitorii nativi ai limbii macedonene din sud-vestul Bulgariei își consideră limba ca dialect al limbii bulgare și nu ca limbă distinctă, de sine stătătoare.

## Caracteristici
Macedoneana este singura limbă slavă literară care nu are cazuri pentru substantiv, ci doar trei articole hotărâte. Fenomenul este tipic pentru dialectele bulgare din Rodopi. 15% din vocabularul macedonenei nu corespunde vocabularului limbii bulgare, iar diferențele au apărut din cauza împrumuturilor lexicale din sârbă de după anul 1913, când cea mai mare parte a Macedoniei a intrat în componența Serbiei (ulterior Iugoslavia), de care s-a separat abia în 1991.

## Istorie
Primii slavi au venit în Balcani în secolele V-VII. După al doilea război mondial, macedoneana a fost declarată limbă oficială a Republicii Socialiste Macedonia.

## Fonetică
Pronunția macedonenei standard se bazează pe cea a dialectului din Prilep și Bitola(două orașe din sudul Macedoniei). Dintre limbile slave, macedoneana are cea mai mare frecvență a vocalelor în raport cu consoanele, o propoziție macedoneană tipică având în medie 1,18 consoane la fiecare vocală.

### Vocale
Limba macedoneană folosește cinci vocale: /a/, /ɛ/, /i/, /ɔ/, și /u/. Vocalele neaccentuate nu sunt reduse, dar sunt pronunțate mai slab și mai scurt decât cele accentuate. Litera р (/r/) poate avea rolul unei vocale atunci când se găsește între două consoane (de ex. црква [ˈt͡sr̩.kva] - „biserică”).
|          | Anterioare       | Centrale         | Posterioare      |
| -------- | ---------------- | ---------------- | ---------------- |
| Închise  | [i]              |                  | [u]              |
| mijlocii | pronunție în [ɛ] | ([ə])            | pronunție în [ɔ] |
| deschise |                  | pronunție în [a] |                  |

### Consoane
Limba macedoneană are 26 de consoane. Printre trăsăturile și regulile care guvernează consoanele în macedoneană sunt asimilarea consoanelor sonore și surde atunci când sunt alăturate, desonorizarea consoanelor la sfârșitul cuvântelor, consoanele duble și eliziunea.
|           |          | Labiale | Dentale | Alveolar | Palatale | Velar |
| --------- | -------- | ------- | ------- | -------- | -------- | ----- |
| nazale    | nazale   | [m]     | [n̪]     |          | [ɲ]      |       |
| ocluzive  | surde    | [p]     | [t̪]     |          | [c]      | [k]   |
| ocluzive  | sonoră   | [b]     | [d̪]     |          | [ɟ]      | [ɡ]   |
| africate  | surde    |         | [t̪͡s̪]    |          | [t͡ʃ]     |       |
| africate  | sonoră   |         | [d̪͡z̪]    |          | [d͡ʒ]     |       |
| fricative | surde    | [f]     | [s̪]     |          | [ʃ]      | x     |
| fricative | sonoră   | [v]     | [z̪]     |          | [ʒ]      |       |
| sonante   | sonante  |         | [ɫ̪]     | [l]      | [j]      |       |
| vibrante  | vibrante |         |         | [r]      |          |       |

### Accent
În limba macedoneană accentul cade pe antepenultima silabă  în cuvintele cu trei sau mai multe silabe și pe prima silabă în alte cuvinte. Există câteva excepții de la regulă și acestea includ: 
- adverbe verbale (sufixate cu -ќи ): de exemplu викáјќи ([viˈkajci]: strigând), одéјќи ([ɔˈdɛjci]: mergând);
- adverbe de timp: годинáва ([godiˈnava]: anul acesta), летóво ([leˈtovo]: vara asta);
- cuvinte împrumutate: de ex. клишé ( [kliˈʃɛ:], clișeu), генéза ([ɡɛˈnɛza], geneză), литератýра ([litɛraˈtura]: literatură), Алексánдар ([alɛkˈsandar], Alexandru).[15]

Cliticele (precum particula negativă не și formele scurte ale pronumelor) sunt considerate parte din cuvânt și astfel influențează poziția accentului (ca în „тој нé‿дојде” în loc de „тој не до́јде”). 

## Sistem de scriere

### Alfabet
Alfabetul macedonean oficial a fost codificat pe 5 mai 1945 de Guvernul Provizoriu Macedonean (ASNOM în macedoneană). Există mai multe litere unice alfabetului chirilic macedonean, și anume ѓ, ќ, ѕ, џ, љ și њ, ultimele trei litere fiind împrumutate din alfabetul chirilic sârbo-croat, iar litera ѕ are un echivalent în alfabetul slavon bisericesc (asemănarea cu litera latină "s" e o coincidență). Alfabetul macedonean folosește și apostroful (') pentru a marca un r silabic la începutul cuvântului ( 'рж [r̩ʃ]- secară, 'рбет [ˈr̩bɛt] - coloană) și pentru a reprezenta vocala ă în unele cuvinte literare sau împrumutate din turcă ( к'смет [ˈkəsmɛt] - soartă). Accentul grav (`) este folosit pentru a diferenția omonime. Alfabetul standard macedonean conține 31 de litere. Următorul tabel prezintă alfabetul macedonean, împreună cu valoarea AFI pentru fiecare literă:

Alfabetul chirilic macedonean de mână

| А а /a/ | Б б /b/ | В в /v/    | Г г /ɡ/ | Д д /d/ | Ѓ ѓ /ɟ/  | Е е /ɛ/  | Ж ж /ʒ/  | З з /z/ | Ѕ ѕ /d͡z/ | И и /i/ |
| Ј ј /j/ | К к /k/ | Л л /ɫ, l/ | Љ љ /l/ | М м /m/ | Н н /n/  | Њ њ /ɲ/  | О о /ɔ/  | П п /p/ | Р р /r/  | С с /s/ |
| Т т /t/ | Ќ ќ /c/ | У у /u/    | Ф ф /f/ | Х х /x/ | Ц ц /t͡s/ | Ч ч /t͡ʃ/ | Џ џ /d͡ʒ/ | Ш ш /ʃ/ |          |         |

### Ortografie
Asemenea alfabetului, ortografia macedoneană a fost codificată oficial pe 7 iunie 1945 la o reuniune a ASNOM. Ulterior au apărut versiuni actualizate, cea mai recentă fiind publicată în 2016. Ortografia macedoneană este consistentă și fonemică, respectând principiului unui grafem pentru fiecare fonem . Această corespondență reciprocă este adesea descrisă prin principiul "scrieți așa cum vorbiți și citiți așa cum este scris". Există o singură excepție de la această regulă în cazul literei ⟨л⟩, care se pronunță ca /l/ înaintea vocalelor /i/ și /e/ și lui /j/ (de ex. лист (frunză); pronunțat [list]) dar ca /ł/ velar oriunde altundeva (de ex. бела (alb) pronunțat [beła]).